# 타우 중성미자
타우 중성미자(영어: tau neutrino, tauon neutrino 기호: 
ν
τ)는 전기 전하가 없는 경입자로, 기본 아원자 입자이다. 타우 입자와 같이 3세대를 이루기 때문에 타우 중성미자라고 이름이 붙혀졌다. 타우 중성미자의 존재는 1974년과 1977년 사이에 마틴 루이스 펄이 SLAC-LBL 그룹의 동료들과 진행한 일련의 실험에서 타우 입자를 발견한 직후에 예측되었다. 타우 중성미자의 발견은 2000년 7월에 DONUT collaboration (Direct Observation of the Nu Tau)에 의해 발표되었다.

## 발견
타우 중성미자는 마지막 경입자이며, 표준 모형에서 발견된 입자 중 최근 발견된 순으로 두 번째이다. 페르미 국립 가속기 연구소의 DONUT 실험은 타우 중성미자를 발견하려는 목적으로 1990년대부터 계획되어왔다. 이 노력은 2000년 7월에 DONUT collaboration의 발견 발표를 통해 결실을 맺었다.

## 같이 보기
- 전자 중성미자
- 뮤온 중성미자
- PMNS 행렬